# Bolbaffer sebastiani
Bolbaffer sebastiani är en skalbaggsart som beskrevs av Gussmann och Clarke H. Scholtz 2001. Bolbaffer sebastiani ingår i släktet Bolbaffer och familjen Bolboceratidae. Inga underarter finns listade.